# Bernard-Jean-Hyacinthe Jaillot
Pour les articles homonymes, voir Famille Jaillot.
Bernard-Jean-Hyacinthe Jaillot, dit Bernard Jaillot, né à Paris le 10 février 1673 et décédé en 1739, est un cartographe et géographe français au service du roi. Il fait partie de la famille Jaillot.

## Œuvres
- 1713 : Plan de Jaillot (plan de Paris)
- 1734 : Carte des environs de Philipsbourg assiegé par l'armée du roy en presence de celle des ennemis et reduit sous l'obeissance de sa majesté le 17 juillet 1734 (BNF 40748299) (Voir en ligne).
- 1736 : La France ecclesiastique divisée par Archevechez et Evechez dans lesquels se trouvent toutes les abbayes d'hommes et de filles a la nommination du roy (BNF 40581588) (Voir en ligne).